# El camino de México
El Camino de México A. C. es el nombre utilizado para designar a un movimiento político y social encabezado por Marcelo Ebrard tras no resultar electo durante el proceso interno de selección de coordinador nacional de los comités de la defensa de la cuarta transformación de 2023 en que salió ganadora Claudia Sheinbaum con miras a la elección presidencial de 2024.
En sus declaraciones a la prensa, Ebrard Casaubón señaló se trataba de la «formación de una asociación civil, no de un partido político —puesto que durante el proceso— los partidos no se pueden formar ahorita».